# Brzezinki (gmina Opatów)
Brzezinki – kolonia w Polsce, położona w województwie śląskim, w powiecie kłobuckim, w gminie Opatów.
W latach 1975–1998 miejscowość należała administracyjnie do województwa częstochowskiego.